# Antoni Żółkiewski
Antoni Żółkiewski, ps. „Garbaty”, „Jog”, „Lin” (ur. 24 czerwca 1896 w Kuca Bałka, zm. 5 sierpnia 1945 w Kielcach) – podpułkownik piechoty Wojska Polskiego, kawaler Orderu Virtuti Militari.

## Życiorys
Urodził się 24 czerwca 1896 we wsi Kuca Bałka, w ówczesnym powiecie bałckim guberni podolskiej, w rodzinie Kazimierza i Heleny z Piotrowskich. Do 11 roku życia pozostawał w domu przy rodzicach, a później rozpoczął naukę w szkole przygotowawczej K. Szulca w Warszawie. Następnie ukończył pięć klas w Gimnazjum Wojciecha Górskiego w Warszawie. W 1914 zakończył naukę w polskim gimnazjum w Kijowie, a w 1915 w Szkole Kadetów w Odessie. Od 1 maja 1915 służył w 419 karskim pułku piechoty armii rosyjskiej. Uczestniczył w walkach na froncie wschodnim w latach 1915–1917. W 1915 został mianowany podporucznikiem. 17 października 1918 wstąpił do tworzonych na Kubaniu oddziałów generała Lucjana Żeligowskiego. W szeregach 4 Dywizji Strzelców Polskich walczył z bolszewikami.
Do kraju powrócił w 1919. W składzie II batalionu 24 pułku piechoty walczył w wojnie polsko-bolszewickiej. Po zakończeniu działań bojowych pozostał w służbie w 24 pułku piechoty w Łucku. 3 maja 1922 został zweryfikowany w stopniu kapitana ze starszeństwem od 1 czerwca 1919 i 1603. lokatą w korpusie oficerów piechoty. Z dniem 24 października 1924 został przeniesiony do Korpusu Ochrony Pogranicza. 18 lutego 1928 prezydent RP nadał mu z dniem 1 stycznia 1928 stopień majora w korpusie oficerów piechoty i 153. lokatą. 31 marca 1930 otrzymał przeniesienie z KOP do 67 pułku piechoty w Brodnicy na stanowisko dowódcy batalionu. W grudniu 1932 został przeniesiony do Szkoły Podchorążych Artylerii w Toruniu na stanowisko wykładowcy taktyki piechoty. Latem 1933 powrócił do 67 pułku piechoty na stanowisko dowódcy II batalionu, detaszowanego w Toruniu. 24 stycznia 1934 prezydent RP nadał mu z dniem 1 stycznia 1934 stopień podpułkownika w korpusie oficerów piechoty i 15. lokatą. W 1934 został przeniesiony ponownie do Korpusu Ochrony Pogranicza na stanowisko dowódcy batalionu KOP „Hoszcza”. W 1937 został zastępcą dowódcy pułku KOP „Zdołbunów”. W listopadzie 1938 objął dowództwo 5 pułku strzelców podhalańskich w Przemyślu.
Na czele tego oddziału walczył w kampanii wrześniowej 1939. Po rozbiciu pułku uniknął niewoli.
Podczas okupacji działał w Armii Krajowej w Okręgu Radom-Kielce. Zajmował kolejne stanowiska: inspektora Inspektoratu Kielce (od grudnia 1914), inspektora Inspektoratu Sandomierz (od 1942) i dowódcy 2 Dywizji Piechoty Legionów AK (od sierpnia do 8 października 1944).
Po wkroczeniu wojsk sowieckich został aresztowany 17 stycznia 1945 przez NKWD, a następnie przekazany UB w Kielcach i osadzony w kieleckim więzieniu. 8 czerwca 1945 został skazany na karę śmierci na sesji wyjazdowej Sądu Wojskowego z Łodzi. Uwolniony w nocy z 4 na 5 sierpnia 1945 przez oddział Antoniego Hedy „Szarego”. Zmarł na serce w czasie ucieczki niedaleko od więzienia. Pochowany na cmentarzu Starym w Kielcach (kwatera 9-C). W 2005 roku jego szczątki zostały przeniesione na cmentarz Partyzancki w Kielcach.
Był żonaty z Izydorą Bressel, dzieci nie miał.
W 1989 Rada Miasta Sandomierza nadała jednej z ulic jego imię.

## Ordery i odznaczenia
- Krzyż Srebrny Orderu Wojskowego Virtuti Militari nr 2016[3] – 19 lutego 1921[18]
- Krzyż Walecznych po raz pierwszy[19][20]
- Krzyż Walecznych po raz drugi[21]
- Medal Wojska[21]
- Złoty Krzyż Zasługi – 19 marca 1936 „za zasługi na polu wychowania fizycznego i przysposobienia wojskowego”[22][23]
- Srebrny Krzyż Zasługi z Mieczami[21]
- Srebrny Krzyż Zasługi – 5 kwietnia 1928 „za zasługi w służbie granicznej”[24][25]
- Medal Pamiątkowy za Wojnę 1918–1921[19]
- Medal Dziesięciolecia Odzyskanej Niepodległości[19]

20 grudnia 1932 Komitet Krzyża i Medalu Niepodległości odrzucił wniosek o nadanie mu tego odznaczenia „z powodu braku pracy niepodległościowej”.